# Dacus bakingiliensis
Dacus bakingiliensis är en tvåvingeart som beskrevs av Albany Hancock 1985. Dacus bakingiliensis ingår i släktet Dacus och familjen borrflugor.
Artens utbredningsområde är Kamerun. Inga underarter finns listade i Catalogue of Life.